# Russell Harvard
Russell Harvard est un acteur et chansigneur américain, né le 16 avril 1981 à Pasadena (Texas).

## Biographie

### Jeunesse et formations
Russell Harvard naît sourd à Pasadena, dans l’état du Texas. Ses parents, Kay et Henry Harvard, sa grand-mère paternelle et son frère, Renny, sont également sourds de naissance, et pratiquent la langue des signes américaine,. Au début des années 1980, toute la famille emménage à Austin où se trouve Texas School for the Deaf, une école primaire et secondaire pour enfants sourds,,.
En 1999, il entre à l'Université Gallaudet à Washington, d'où il part et revient à plusieurs reprises en raison de son erreur en allant dans une autre école en Alaska en compagnie de sa mère. Il revient donc, définitivement, au Gallaudet et obtient son diplôme en 2008.

### Carrière

#### Débuts
Bien qu'il ait deux passions étant la musique et la comédie, Russell Harvard interprète des chansons en langue des signes américaine au lycée avant de se lancer au théâtre commençant par Beaucoup de bruit pour rien (Much Ado About Nothing) de William Shakespeare, dans le rôle du jeune seigneur Claudio fusionnant avec le serviteur Balthazar. À l'Université Gallaudet, il joue des pièces classiques comme Un tramway nommé Désir (A Streetcar Named Desire) de Tennessee Williams.
En 2006, pour la première fois, il apparaît à la télévision, décrochant un rôle pour la série Les Experts : Manhattan (CSI: NY) aux côtés de Marlee Matlin dans le rôle d'une mère dont sa fille est assassinée.

#### Révélation
En 2006, Russell Harvard est choisi pour le rôle de H.W. Plainview, le fils du magnat du pétrole interprété par Daniel Day-Lewis dans There Will Be Blood de Paul Thomas Anderson.
En 2010, après un épisode de Fringe, il devient, l'année suivante, Matt Hamill, un professionnel de Lutte et de Mixed Martial Arts étant également sourd de naissance, dans le film biographique The Hammer d'Oren Kaplan. Il tient, dans la même année, un rôle principal dans Claustrophobia de Harlan Schneider, où il se trouve emprisonné par son voisin meurtrier.
En 2014, il est engagé dans la première saison, à partir du deuxième épisode, de la série Fargo dans laquelle il interprète M. Wrench, un assassin sourd qui ne communique qu'en langue des signes avec son partenaire M. Numbers (joué par Adam Goldberg). En 2017, il reprend son rôle dans la troisième saison.
En 2017, il apparaît dans le premier film Here We Are de David Bellarosa, sélectionné au festival international du film d’Austin.
En 2022, il apparaît dans le film dramatique Causeway de Lila Neugebauer, présenté au festival international du film de Toronto.

### Vie privée
Russell Harvard est ouvertement homosexuel.

## Filmographie

### Cinéma

#### Longs métrages
- 2007 : There Will Be Blood de Paul Thomas Anderson : H.W. Plainview, jeune adulte
- 2010 : The Hammer d'Oren Kaplan : Matt Hamill
- 2011 : Claustrophobia de Harlan Schneider : Tim
- 2011 : Versa Effect de Mark Wood : Seth
- 2014 : The Tuba Thieves d'Alison O'Daniel : le gars de la nature
- 2017 : Here We Are de David Bellarosa : Trevor
- 2022 : Causeway de Lila Neugebauer : Justin

#### Courts métrages
- 2007 : Signage de Rick Hammerly : un ami de Jonathan
- 2010 : Words d'Anup Bhandari : Owen
- 2013 : This Is Normal de Ryan Welsh : Alex
- 2018 : The Pastman de Charlie Ainsworth : l'homme du passé
- 2022 : Far West de Grace Potter

### Télévision

#### Séries télévisées
- 2006 : Les Experts : Manhattan (CSI: NY) : Cole Rowen (saison 3, épisode 12 : Silent Night)
- 2010 : Fringe : Joe (saison 3, épisode 2 : The Box)
- 2014-2017 : Fargo : M. Wrench (11 épisodes)
- 2015 : Odd Mom Out : Sebastian (saison 1 , épisode 4 : Omakase)
- 2015 : Switched (Switched at Birth) : Julian Stanton (2 épisodes)

## Théâtre
- 2012 : Tribes de Nina Raine : Billy[10]
- 2018 : I Was Most Alive with You de Craig Lucas : Knox[11]